# Hôtel-Dieu de Beaune

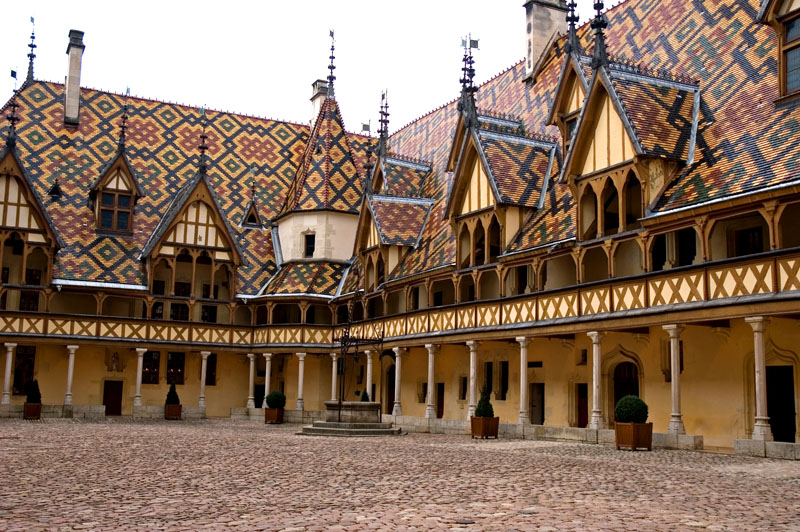
Otra vista del patio.

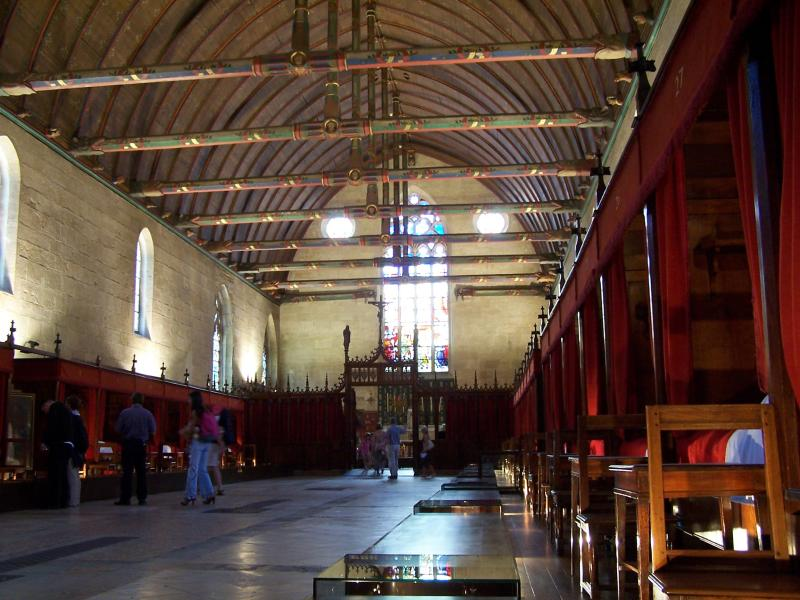
Salle des «Pôvres» (Sala de los Pobres).

El Hôtel-Dieu de Beaune, u Hospicio de Beaune, es un antiguo hospicio, ubicado en Beaune, Francia, y fundado en 1443 por Nicolas Rolin, canciller del Ducado de Borgoña, como un hospital para gente sin recursos (un Hôtel-Dieu). El edificio original, uno de los más destacados ejemplos de arquitectura francesa del siglo XV, es hoy en día un museo.

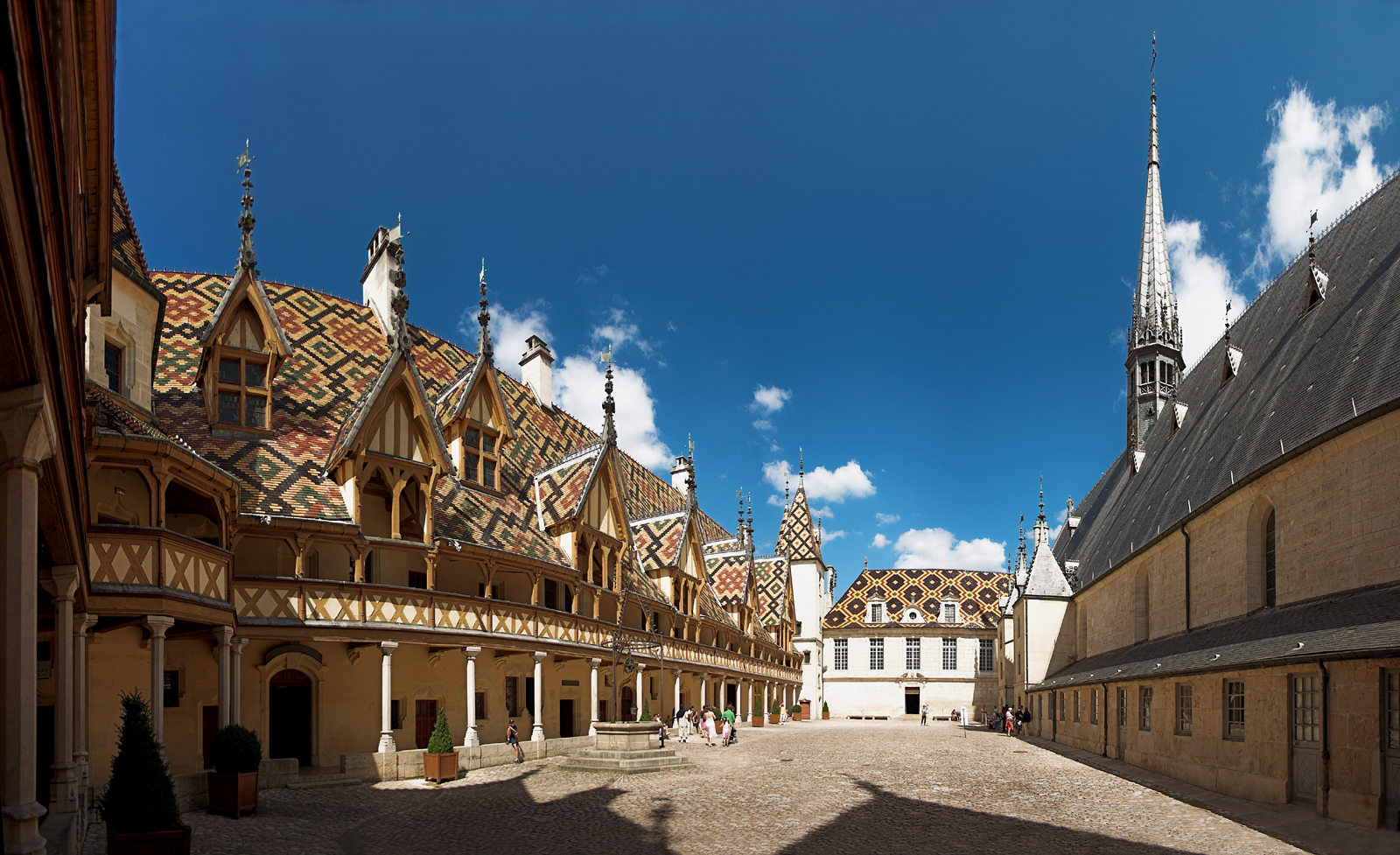
Patio del Hôtel-Dieu.

## Arquitectura
El edificio, declarado Patrimonio Nacional de Francia, es uno de los mejores ejemplos de la arquitectura del gótico final francés. El patio central, de forma rectangular, ofrece una espectacular vista de los tejados, cuyas tejas vitrificadas al estilo borgoñón están coloreadas siguiendo diseños geométricos (reconstruidos entre 1902 y 1907 por Sauvageot sobre nueva traza, pues la original se había destruido). La esbelta torre aguja del acceso al Hospicio, fue realizada por el carpintero Guillaume La Rathe.

### Sala de los Pobres
La Sala de los Pobres, de 50 metros de largo, 14 de ancho y 16 de alto, es una de las partes más destacadas del interior. Un Cristo de las Ataduras tallado en madera de roble en una sola pieza indica el acceso a la capilla, ubicada estratégicamente dentro de la gran Sala, permitía a los enfermos participar de la misa sin necesidad de trasladarse. Debajo del altar descansan los restos de la Señora Guigone de Salins (esposa de Nicolás Rolin). 

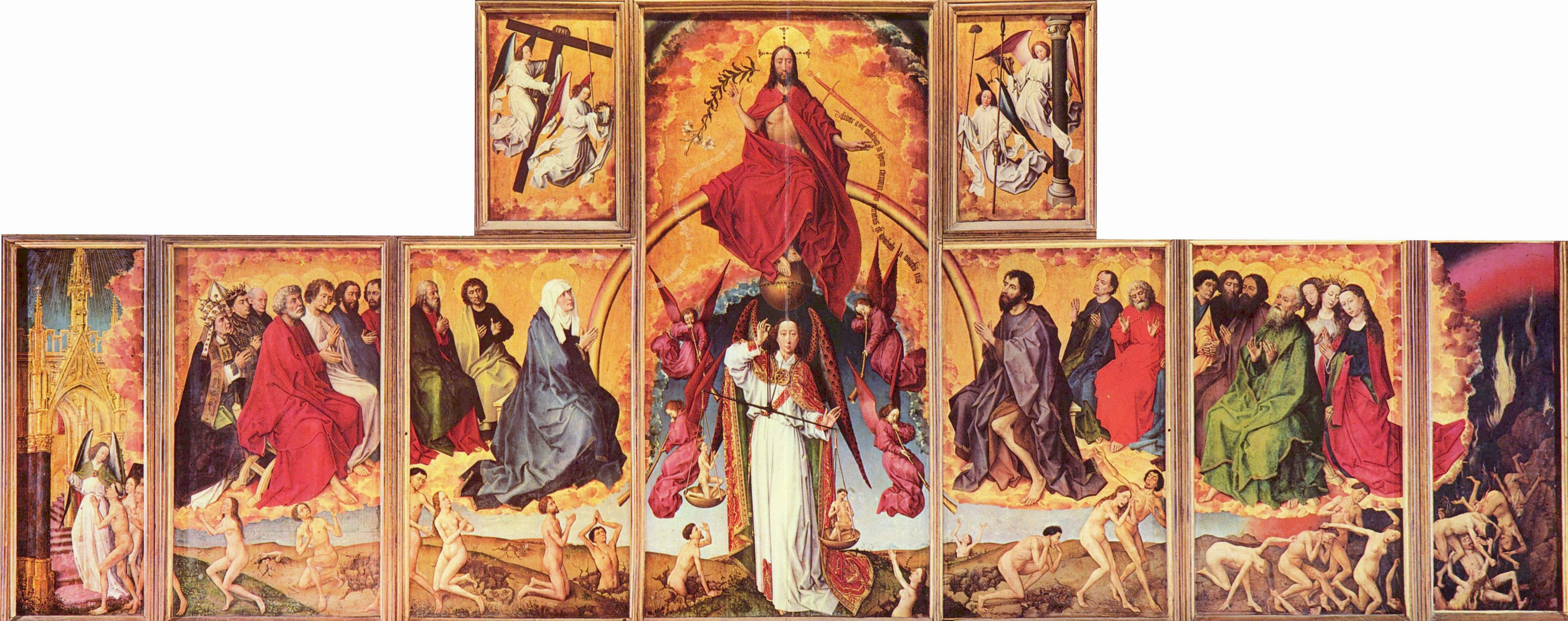
Políptico del Juicio Final, de Rogier van der Weyden.

La estructura de la cubierta fue construida en madera, las vigas rematan en figuras de boca de dragones, personajes y animales de granja van alternándose en el perímetro entre vigas decoradas de vivos colores. El mobiliario de la sala fue restaurado en 1875 por Maurice Oradou (yerno de Viollet Le Duc). Entre otras obras de arte, se conserva un importante retablo de Rogier van der Weyden, el Políptico del Juicio Final (1446-1452).
Es de destacar, la presencia de rejillas continuas sobre el solado, ubicadas dentro de la Sala y de la farmacia. Estos desagües escurrían las aguas servidas hacia el río Bouzaise, que corre debajo del Hospicio.

### Sala de San Nicolás
Era la sala más pequeña, destinada a los enfermos terminales. Tenía doce camas para hombres y mujeres. A partir de la visita de Luis XIV en el año 1658, se construyeron salas separadas por sexo, con el aporte del rey. En esta sala se exhibe una maqueta de paja realizada por un enfermo, junto a la exposición permanente del Hotel-Dieu.

### Cocina y farmacia
La cocina ostenta una enorme chimenea gótica y un asador del año 1698, con un muñeco como manivela para elevar o bajar las ollas del fuego.
La farmacia formaba parte del edificio. Allí se preparaban medicinas a base de hierbas cultivadas en el propio jardín. También se utilizaban minerales y productos animales destilados o cocidos en distintos recipientes. Aún se conserva un mortero de bronce (1760) del boticario Claude Morelot. En las estanterías se exhiben frascos cerámicos de almacenamiento medicinal con etiquetas tales como: "polvo de cochinillas", "ojos de cangrejo" y otros.

## Curiosidades

### Seulle *
"Seulle *" era el monograma de la familia Rolin-Salins. Según los antecedentes, era un código privado del matrimonio. Este sello, se encuentra impreso en las baldosas de solados y revestimientos del hospicio.

### Viñedos
Para su mantenimiento económico, desde el siglo XV fue acumulando hasta unas 60 hectáreas de viñedo de alta calidad, situadas en las zonas denominadas côtes de Beaune y côtes de Nuits. Desde 1851 cada mes de noviembre se celebra una famosa subasta de vino de Beaune (una de las denominaciones del Viñedo de Borgoña), que antiguamente tenía lugar en la gran sala y que en la actualidad se sigue aplicando a fines caritativos, dirigida por Christie's.